# Palosaari (ö i Finland, Päijänne-Tavastland, Lahtis, lat 61,26, long 26,23)
Palosaari är en ö i Finland. Den ligger i sjön Viilajärvi och i kommunen Heinola i den ekonomiska regionen  Lahtis ekonomiska region  och landskapet Päijänne-Tavastland, i den södra delen av landet, 140 km nordost om huvudstaden Helsingfors. Öns area är 0,3 hektar och dess största längd är 100 meter i öst-västlig riktning.